# Odinarchaeia
„Candidatus Odinarchaeia“ (oder einfach „Odinarchaeia“, früher auch als Phylum „Ca. Odinarchaeota“) ist ein Kandidaten-Klasse von Archaeen, das 2017 aus Genomproben vorgeschlagen wurde, die aus hydrothermalen Quellen gewonnen wurden. Die Proben wurden von zwei Standorten, dem Yellowstone-Nationalpark und dem
Radiata Pool in Neuseeland (Ngatamariki, bei Taupō, Nordinsel), aus einer Reihe von sieben verschiedenen geografischen Standorten gewonnen. In diesen wurde eine ausführliche Suche nach Genom-Sequenzen von Archaeen durchgeführt wurde. Dabei wurde festgestellt, dass die Häufigkeit dieser Archaeen-Gruppe deutlich geringer ist als die der Lokiarchaeen.
Sequenzvergleiche hatten zunächst ergeben, dass sich diese Klade ausreichend vom Rest der Archaeen unterscheiden, um ein neues Phylum der Asgard-Archaeen zu bilden; wurden aber mit der Reorganisation der Prokaryoten-Taxonomie 2024 auf den Rang einer Klasse herabgestuft.
Die Asgard-Archaeen enthalten Gensequenzen, die für Proteine kodieren, die bis zu ihrer Entdeckung als exklusiv für Eukaryoten galten. In phylogenetischen Bäumen scheint jedoch eine andere Klade der Asgard-Archaeen um die „Heimdallarchaeota“ den Eukaryoten noch näher zu stehen.
Im Jahr 2020 wurde von Y. Liu et al. eine weitere Metagenomik-Gensequenz (J65_bin.29) aus einer Probe vom Shengli-Ölfeld (chinesisch 勝利油田, Pinyin Shènglì Yóutián, englisch Shengli Oil Field, wörtlich „Victory Oil Field“) gefunden, die 2021 den Odinarchaeota zugeordnet wurde (Kandidatenspezies LCB-4 sp016839265).

## Etymologie
Der Begriff „Odinarchaeia“ (bzw. „Odinarchaeota“) leitet sich von der mythologischen Figur Odin ab, in Analogie zu den zuvor gefundenen nahestehenden Gruppe der Lokiarchaeen und Thorarchaeen. Diese Namen (sowie der des diese Gruppen umfassenden Reichs der Asgard-Archaeen) sind inspiriert von der Nordischen Mythologie.

## Systematik
Die hier wiedergegebene Systematik folgt der Taxonomie der LPSN und des NCBI. Die Genome Taxonomy Database (GTDB) sieht abweichend die Asgard-Archaeen als Phylum Asgardarchaeota und das TACK-Superphylum ebenfalls nur als Phylum Thermoproteota; die Phyla darunter werden dann durchweg als Klassen gesehen und mit einem entsprechenden Suffix bezeichnet (Odinarcheia, Lokiarcheia etc.).
Klasse „Candidatus Odinarchaeia“ Tamarit et al. 2022 [bzw. „Ca. Odinarchaeia“ Vogel et al. 2021, (Asgardarchaeen-)Gruppe ND]
- Ordnung „Ca. Odinarchaeales“ Tamarit et al. 2022
  - Familie „Ca. Odinarchaeaceae“ Tamarit et al. 2022
    - Gattung „Ca. Odinarchaeum“ Tamarit et al. 2022 [bzw. „Ca. Odinarchaeum“ Spang et al. 2019, GTDB: LCB-4[10]]
      - Spezies „Ca. Odinarchaeum yellowstonii“ Tamarit et al. 2022 [früher Ca. Odinarchaeota archaeon LCB_4, LCB-4 sp001940665[10]], mit
        - Stamm LCB_4 – Fundort: Lower Culex Basin, Yellowstone-Nationalpark[11][3]

- Ordnung „Ca. Yangjianarchaeales“ Zhang et al. 2025 (NCBI)[12]

## OdinTubulin
Die Odinarchaeota-Spezies „Ca. Odinarchaeum yellowstonii“ (Ca. Odinarchaeota archaeon LCB_4, GTDB: LCB-4 sp001940665), gefunden in der mikrobielle Gemeinschaft im Sediment einer heißen Quelle im „Unteren Culex-Becken“ (engl. lower culex basin) im Yellowstone-Nationalpark (USA), besitzt nach Metagenom-Analysen neben zwei Gene, die prokaryotischen Zellteilungsproteinen FtsZ gleichen, ein weiteres OdinTubulin genanntes Protein, das sowohl eukaryotischen Tubulinen als auch FtsZ-Proteinen ähnelt (wobei die Homologie zu eukaryotischem Tubulin größer ist als zu prokaryotischem FtsZ). OdinTubulin wird daher als ein evolutionäres Zwischenglied zwischen dem prokaryotischen Zellteilungsprotein FtsZ und deneukaryotischen Mikrotubuli-bildenden Tubulinen angesehen.
Die Genome Taxonomy Database (GTDB) ordnet die hier untersuchte Kandidatenspezies derselben Gattung wie die Gensequenz vom chinesischen Shengli-Ölfeld (vorläufige Bezeichnung LCB-4).

## OdinAK
Im November 2022 wurde bekannt, dass Archaeen der Odinarchaeia ein Enzym OdinAK besitzen, das strukturelle Ähnlichkeiten mit der menschlichen Adenylat-Kinase AK6 aufweist. Dies war neu, denn zuvor waren bei Archaeen noch keine Isoformen dieses Enzyms gefunden worden.